# Get Behind Me Satan
A 2005-ös Get Behind Me Satan a The White Stripes ötödik nagylemeze. A Rolling Stone az év harmadik legjobb albumának nevezte, 2006-ban pedig megkapta a legjobb alternatív zenei albumnak járó Grammy-díjat. Szerepel az 1001 lemez, amit hallanod kell, mielőtt meghalsz című könyvben.

## Az album dalai
|     | Cím                                                                      | Szerző(k)  | Hossz |
| --- | ------------------------------------------------------------------------ | ---------- | ----- |
| 1.  | Blue Orchid                                                              | Jack White | 2:37  |
| 2.  | The Nurse                                                                | White      | 3:47  |
| 3.  | My Doorbell                                                              | White      | 4:01  |
| 4.  | Forever for Her (Is Over for Me)                                         | White      | 3:15  |
| 5.  | Little Ghost                                                             | White      | 2:18  |
| 6.  | The Denial Twist                                                         | White      | 2:35  |
| 7.  | White Moon                                                               | White      | 4:01  |
| 8.  | Instinct Blues                                                           | White      | 4:16  |
| 9.  | Passive Manipulation                                                     | White      | 0:35  |
| 10. | Take, Take, Take                                                         | White      | 4:22  |
| 11. | As Ugly as I Seem                                                        | White      | 4:10  |
| 12. | Red Rain                                                                 | White      | 3:52  |
| 13. | I'm Lonely (But I Ain't That Lonely Yet)                                 | White      | 4:19  |
| 14. | Who's A Big Baby? (a japán kiadás bónuszdala)                            | White      | 3:21  |
| 15. | Though I Hear You Calling, I Will Not Answer (a japán kiadás bónuszdala) | White      | 3:25  |

## Közreműködők
- Jack White – ének, gitár, zongora, marimba, csörgődob; producer, keverés
- Meg White – dob, üstdob, triangulum, ütőhangszerek, ének, harang
- Howie Weinberg – mastering

## Fordítás
Ez a szócikk részben vagy egészben a Get Behind Me Satan című angol Wikipédia-szócikk ezen változatának fordításán alapul.  Az eredeti cikk szerkesztőit annak laptörténete sorolja fel. Ez a jelzés csupán a megfogalmazás eredetét és a szerzői jogokat jelzi, nem szolgál a cikkben szereplő információk forrásmegjelöléseként.